# Осифо, Мануэль
Мануэль Осифо (нидерл. Manuel Osifo; род. 31 июля 2003) — бельгийский футболист, защитник клуба «Ауд-Хеверле Лёвен».

## Клубная карьера
Осифо — воспитанник клуба «Остенде». 25 мая 2021 года в матче против льежского «Стандарда» он дебютировал в Жюпиле лиге. В 2023 году клуб вылетел из элиты, но игрок остался в команде. В начале 2024 года Осифо перешёл в «Ауд-Хеверле Лёвен». 3 августа в матче против «Генка» он дебютировал за новую команду.